# Україна на Дитячому пісенному конкурсі Євробачення 2024
Україна взяла участь у Дитячому пісенному конкурсі Євробачення 2024, який відбувся 16 листопада 2024 року в Мадриді, Іспанія. За результатами Національного відбору, фінал якого відбувся 22 вересня, Україну на конкурсі представив Артем Котенко, який у підсумку посів на Дитячому Євробаченні 3 місце, набравши 203 бали. Це стало найкращим результатом України та першим потраплянням до трійки найкращих із 2013 року.

## На Євробаченні

### Голосування

#### Бали, отримані Україною
Україна отримала 122 бали від журі (2 місце) та 81 бал за результатами онлайн-голосування (2 місце), посівши в підсумку 3-тє місце на конкурсі.
| Країна                     | Члени журі | Члени журі | Члени журі | Члени журі | Члени журі | Місце | Бали |
| Країна                     | A          | B          | C          | D          | E          | Місце | Бали |
| -------------------------- | ---------- | ---------- | ---------- | ---------- | ---------- | ----- | ---- |
| Албанія                    | 4          | 1          | 4          | 3          | 2          | 2     | 10   |
| Вірменія                   | 10         | 14         | 13         | 9          | 4          | 12    | –    |
| Грузія                     | 9          | 4          | 6          | 7          | 5          | 5     | 6    |
| Естонія                    | 5          | 5          | 5          | 12         | 1          | 4     | 7    |
| Ірландія                   | 10         | 2          | 6          | 7          | 2          | 4     | 7    |
| Іспанія                    | 2          | 10         | 3          | 4          | 2          | 2     | 10   |
| Італія                     | 3          | 4          | 5          | 5          | 3          | 2     | 10   |
| Кіпр                       | 3          | 7          | 13         | 3          | 3          | 3     | 8    |
| Мальта                     | 2          | 4          | 7          | 6          | 1          | 2     | 10   |
| Нідерланди                 | 2          | 1          | 9          | 7          | 4          | 3     | 8    |
| Німеччина                  | 6          | 8          | 15         | 3          | 15         | 9     | 2    |
| Північна Македонія         | 1          | 1          | 2          | 1          | 1          | 1     | 12   |
| Польща                     | 6          | 1          | 1          | 1          | 1          | 1     | 12   |
| Португалія                 | 5          | 7          | 3          | 1          | 15         | 4     | 7    |
| Сан-Марино                 | 4          | 15         | 16         | 7          | 4          | 7     | 4    |
| Франція                    | 1          | 1          | 9          | 11         | 3          | 2     | 10   |
| Всього балів від журі: 122 |            |            |            |            |            |       |      |

#### Бали, віддані Україною
Членами українського журі на Дитячому пісенному конкурсі Євробачення 2024 стали Денис Грищук (фіналіст Націвідбору на Дитяче Євробачення 2023), Герман Ненов (режисер і креативний директор Євробачення 2023 від України та Нацвідбору на Дитяче Євробачення 2023), Мар'яна Вороніна (директорка та співзасновниця компанії Best Music), Мішель Андраде (співачка, акторка й телеведуча) та Злата Іванів (фіналістка Нацвідбору на Дитяче Євробачення 2024).
Речницею, що оголосила бали національного журі від України, стала Анастасія Димид, яка представляла країну на конкурсі 2024 року з піснею «Квітка».
| Країна             | Члени журі | Члени журі | Члени журі | Члени журі | Члени журі | Місце | Бали |
| Країна             | A          | B          | C          | D          | E          | Місце | Бали |
| ------------------ | ---------- | ---------- | ---------- | ---------- | ---------- | ----- | ---- |
| Албанія            | 1          | 6          | 7          | 1          | 3          | 3     | 8    |
| Вірменія           | 6          | 7          | 4          | 4          | 8          | 5     | 6    |
| Грузія             | 3          | 2          | 1          | 2          | 4          | 1     | 12   |
| Естонія            | 14         | 12         | 10         | 9          | 14         | 13    | –    |
| Ірландія           | 15         | 13         | 15         | 15         | 13         | 15    | –    |
| Іспанія            | 2          | 5          | 2          | 3          | 1          | 2     | 10   |
| Італія             | 8          | 3          | 9          | 13         | 10         | 8     | 3    |
| Кіпр               | 9          | 8          | 11         | 7          | 15         | 10    | 1    |
| Мальта             | 4          | 16         | 3          | 5          | 2          | 7     | 4    |
| Нідерланди         | 10         | 10         | 14         | 14         | 12         | 14    | –    |
| Німеччина          | 11         | 9          | 8          | 12         | 11         | 11    | –    |
| Північна Македонія | 13         | 11         | 13         | 10         | 9          | 12    | –    |
| Польща             | 12         | 14         | 5          | 11         | 7          | 9     | 2    |
| Португалія         | 7          | 4          | 6          | 8          | 6          | 4     | 7    |
| Сан-Марино         | 16         | 15         | 16         | 16         | 16         | 16    | –    |
| Франція            | 2          | 5          | 2          | 3          | 1          | 2     | 10   |